# Stephanuskirche (Hollenbach)

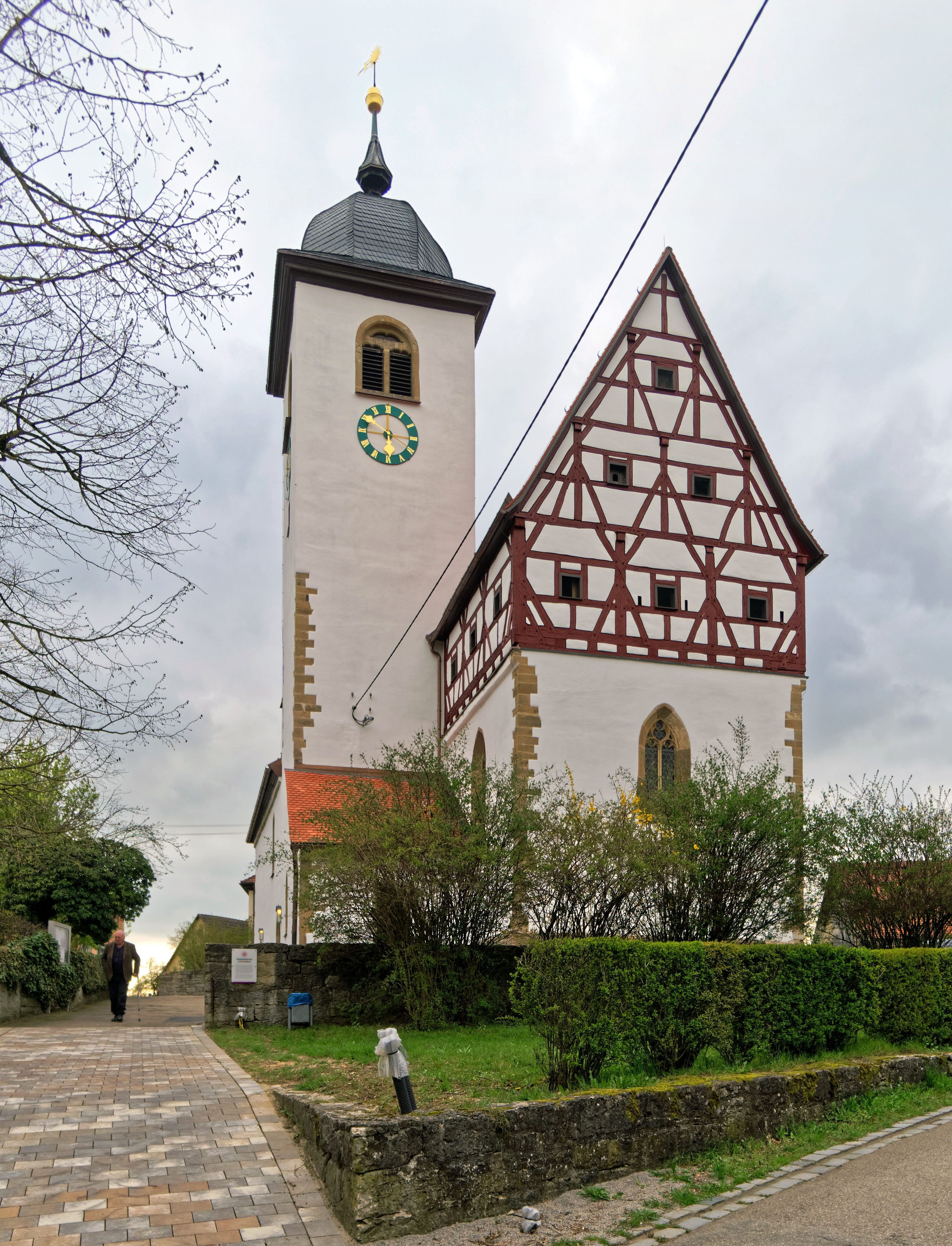
Stephanuskirche in Hollenbach

Die evangelische Stephanuskirche steht in Hollenbach, einer Ortschaft der Gemeinde Mulfingen im Hohenlohekreis in Baden-Württemberg. Das Bauwerk ist beim Landesamt für Denkmalpflege Baden-Württemberg als Baudenkmal eingetragen. Die Kirchengemeinde gehört zum Kirchenbezirk Künzelsau der Evangelischen Landeskirche in Württemberg.

## Beschreibung

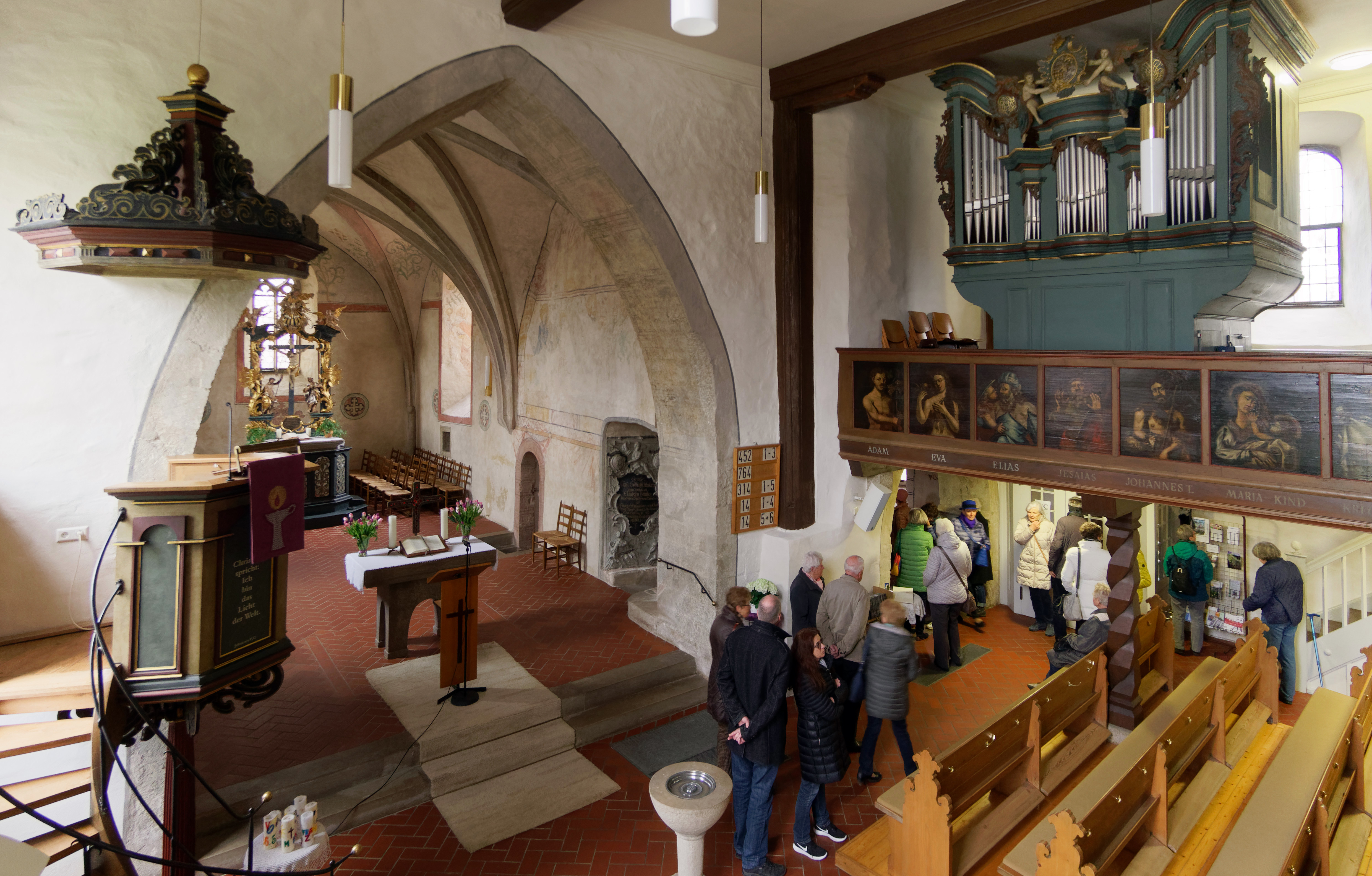
Chor und Orgel

Die Saalkirche besteht aus einem Chorturm aus dem 13. Jahrhundert, an dessen Nordwand ein rechteckiger Chor mit zwei Jochen angebaut wurde, der mit einem Geschoss aus Holzfachwerk das Bild der Kirche bestimmt. Nach Westen wurde im 14. Jahrhundert ein Langhaus in Breite von Chorturm und Chor errichtet. Der Chorturm wurde 1739 aufgestockt, um die Turmuhr und den Glockenstuhl für drei Kirchenglocken unterzubringen, und mit einer Welschen Haube bedeckt. 
Den Innenraum des Langhauses beherrschen zwei kannelierte hölzerne Säulen, die die Decke und die Emporen tragen. Das Gewölbe des Chors ruht auf Konsolen. Von den 1959 freigelegten Wandmalereien im Chor ist unter anderem die Anbetung der Könige erhalten.